# 에어아시아 X
에어아시아 X(영어: AirAsia X)는 말레이시아 쿠알라룸푸르에 본사를 둔 저비용 항공사로, 허브 공항은 쿠알라룸푸르 국제공항이 있다.

## 역사

### 플라이 아시안 익스프레스
2006년, 말레이시아 항공의 경영 재건을 위해 국내 로컬 노선 96개의 노선이 에어 아시아로 이관되었다. 보르네오의 사라왁과 사바의 로컬 노선의 운항 재위탁 대상으로 같은 해 8월 1일 플라이 아시안 익스프레스 (영어: Fly Asian Xpress Sdn Bhd, FAX)가 설립되어 약 40개 노선이 운항했다.
2007년 4월 11일, 에어 아시아 CEO인 토니 페르난데스는 이 회사가 운항하는 노선을 파이어 플라이로 이관할 것을 제안을 했다. 동년 9월 30일 플라이 아시안 익스프레스는 모든 노선의 운항을 중단했다. 10월 1일 말레이시아 항공이 설립한 자회사 MAS 윙스가 모든 노선을 계승했다.
2007년 10월 회사명을 현재의 사명으로 변경했다.

### 에어아시아 X
2007년 1월 5일 국제 장거리 노선에 참가한다고 발표했다. 2007년 8월, 버진 그룹이 20%의 주식을 취득, 2008년 2월, 오릭스가 10%의 주식을 취득했다.
2007년 11월 2일, 쿠알라룸푸르에서 오스트레일리아의 골드코스트 공항 국제선 노선을 첫 취항했다. 2008년 2월 중화인민공화국의 항저우에 취항했다. 2008년 10월 신규 장비를 납품되고 2008년 11월에 오스트레일리아로 취항이 증가했다. 아부다비 국제공항을 중동 지역의 허브 공항으로 아부다비에서 사우디아라비아(제다), 이집트, 요르단, 이란에 취항시킬 계획을 세웠다.
2010년 12월 9일에 쿠알라룸푸르에서 도쿄 국제공항 사이에 취항했다. 도쿄 국제공항에 LCC를 언급한 것은 이번이 처음이다.
2011년 11월 30일에 쿠알라룸푸르에서 간사이 국제공항 사이에 취항했다.

## 운항 노선
- 2020년 2월 기준으로 에어아시아 그룹은 다음과 같은 노선을 운항하고 있다.

## 보유 기종
- 2025년 5월 기준으로 에어아시아 X는 다음과 같은 기종을 보유하고 있으며 평균 기령은 4.4년이다.[5]

## 유료 서비스
- 사전 좌석 지정은 25 링깃, 발밑의 넓은 "Hot Seat" 100 링깃
- 위탁 수하물은 30 링깃에서
- 기내식 15 링깃 말레이시아 요리, 다국적 요리, 채식 요리, 어린이 요리에서 선택이 가능하다.
- 담요, 베개, 아이 마스크 등 "쾌적한 장비"는 25 링깃
- 비디오, 오디오의 휴대용 플레이어를 35 링깃에 대여 가능하다.[10]
- 프리미엄 시트[11]란 비즈니스 클래스 해당 좌석 서비스가 라이프지에 해당한다. 사전 좌석 지정, 우선 체크인, 우선 탑승, 기내 위탁 수하물 우선, 기내식, 베개와 담요 서비스가 있다. 요금은 일반석 보다 2~3배 비싸다.
- 2011년 5월 3일 이후 예약은 유류 할증료를 징수하고 있다.[12]

## 사진

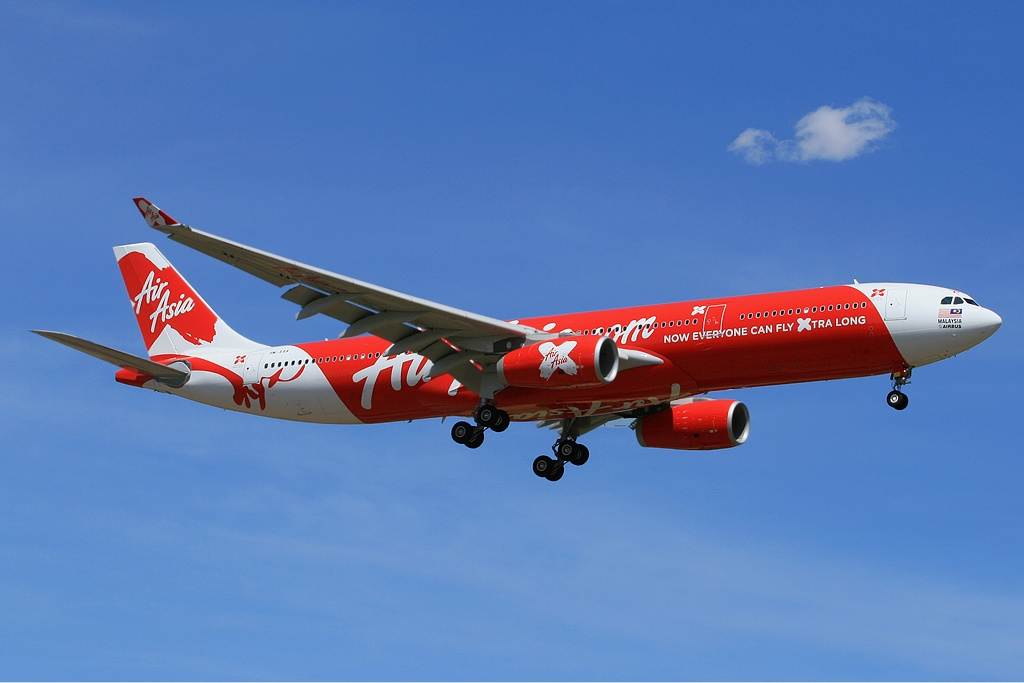
에어아시아 X의 에어버스 A330-300
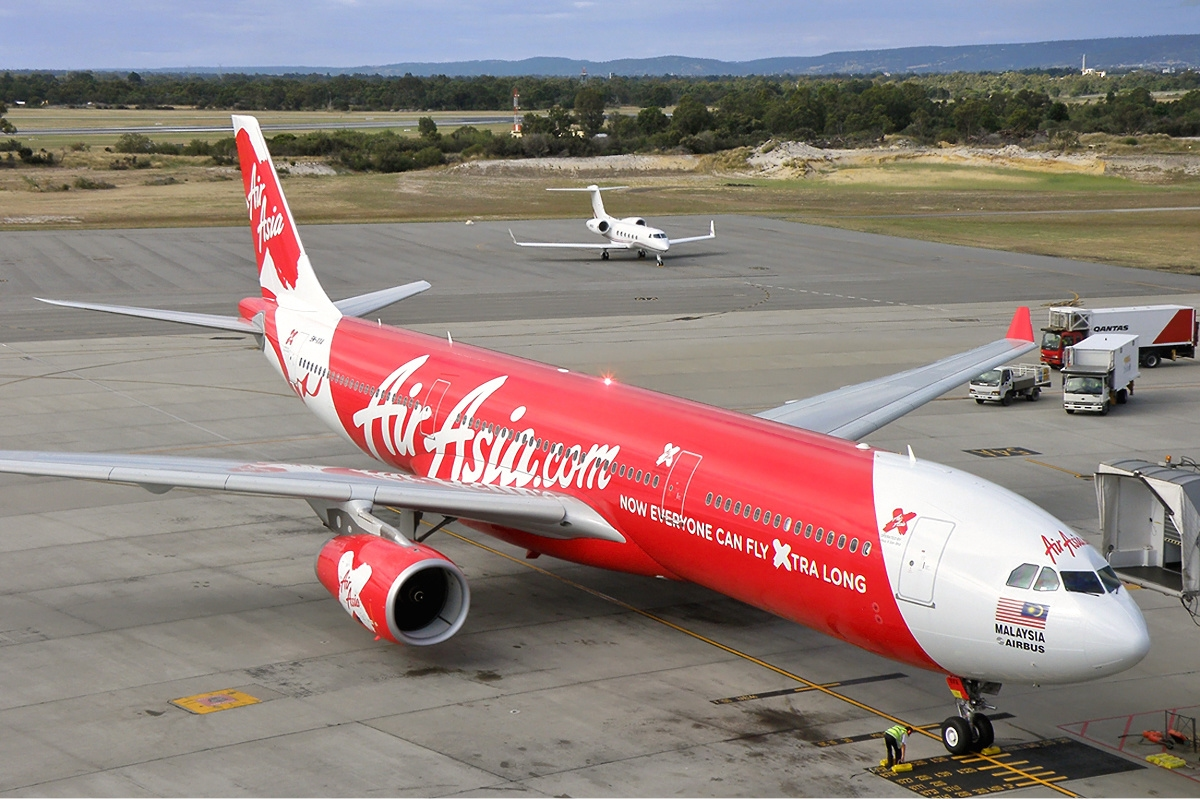
에어아시아 X의 에어버스 A330-300
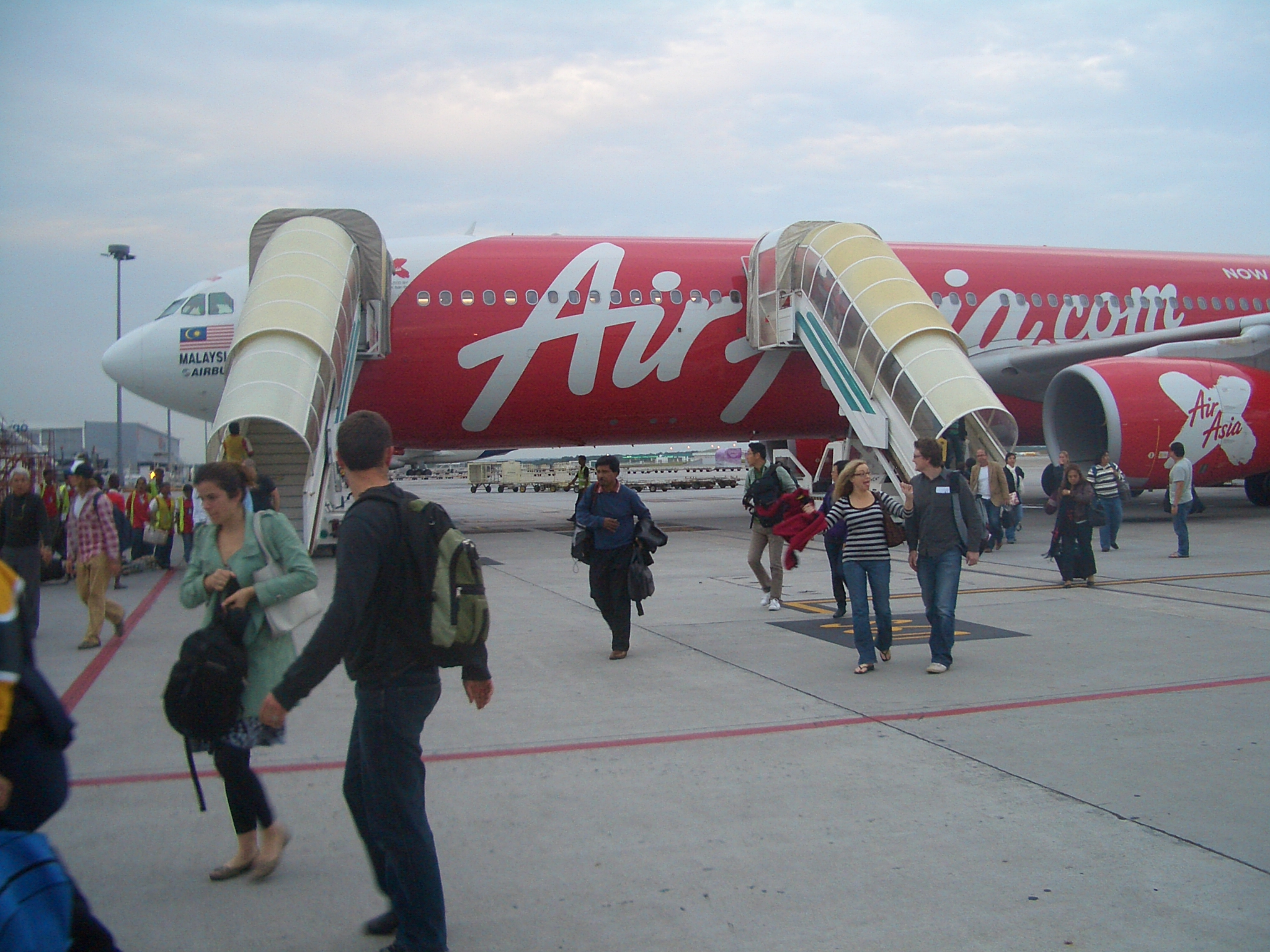
에어아시아 X의 에어버스 A330-300

## 스카이트랙스 평가결과
2018년도 스카이트랙스에서 평가한 에어아시아X 평가결과
- 세계최고 저비용 항공사: 5위
- 세계최고 장거리 저비용 항공사:3위

## 사건 및 사고
- 2017년 6월 25일, 승객 359명을 태운 에어아시아X 237편은 퍼스에서 쿠알라룸푸르로 가던 중 왼쪽 엔진에 날개가 부러져 회항을 하였으며, 부상자는 생기지 않았다.
- 2017년 7월 3일, 승객 359명을 태운 에어아시아X 207편은 골드코스트에서 쿠알라룸푸르로 가던 중 오른쪽 엔진에 새가 빨려들어가 버드스트라이크가 일어나, 멜버른으로 비상 착륙을 했다. 죽은 새 2마리가 구조되고, 엔진에는 경미한 손상을 입었다.

## 같이 보기
- 에어아시아
- 말레이시아의 교통